# Bityla
Bityla is een geslacht van vlinders van de familie uilen (Noctuidae), uit de onderfamilie Hadeninae.

## Soorten
- B. defigurata Walker, 1865
- B. pallida Hudson, 1905
- B. sericea Butler, 1877